# Sóc bay Bartel
Sóc bay Bartel, tên khoa học Hylopetes bartelsi, là một loài động vật có vú trong họ Sóc, bộ Gặm nhấm. Loài này được Chasen mô tả năm 1939. Chúng là loài đặc hữu của Indonesia.